# 매직 마스크 레슬러
《매직 마스크 레슬러》(영어: The Main Event)는 미국, 멕시코의 액션 영화이다. 2020년 4월10일에 넷플릭스에서 방영이 되었다.

## 출연
주연
- 세스 카 - 레오 역
- 티치나 아놀드 - 할머니 역
- 켄 마리노 - 프랭키 역

조연
- 모모나 타마다 - 에리카 역
- 아담 팔리 - 스티브 역
- 루시 게스트 - 카트라이트 역
- 리사 더럽트 - 등록 도우미 역
- 폴 라젠비 - 로드 코퍼헤드 역